# Mark der DDR
Mark der DDR eller Ostmark var betegnelsen for den møntenhed, der blev brugt i DDR i perioden 1948-1990. 
Officielt var betegnelsen for møntfoden i DDR Deutsche Mark 1948-1964, Mark der Deutschen Notenbank 1964-1967 og Mark der DDR 1968-1990. I daglig tale blev den i hjemlandet blot kaldt Mark, mens den i Vesttyskland og efter genforeningen af de to tysklande har gået under navnet Ostmark.
1 Mark der DDR svarede til 100 Pfennig, og der fandtes følgende mønter med værdierne: 1 pf, 5 pf, 10 pf, 20 pf, 50 pf, 1 M, 2 M, 5 M samt sjældnere 10 M og 20 M. Af sedler fandtes der 5 M, 10 M, 20 M, 50 M og 100 M.

## Eksterne links
- Sedler fra den Tyske Demokratiske Republik (på tysk)